# Diocesi di Avellaneda-Lanús
La diocesi di Avellaneda-Lanús (in latino Dioecesis Avellanediensis-Lanusensis) è una sede della Chiesa cattolica in Argentina suffraganea dell'arcidiocesi di Buenos Aires. Nel 2022 contava 701 961 battezzati su 877 275 abitanti. È retta dal vescovo Marcelo Julián Margni.

## Territorio
La diocesi comprende i partidos di Avellaneda e di Lanús nella Grande Buenos Aires.
Sede vescovile è la città di Avellaneda, dove si trova la cattedrale dell'Assunzione di Maria Vergine.
Il territorio si estende su 102 km² ed è suddiviso in 51 parrocchie.

## Storia
La diocesi di Avellaneda fu eretta il 10 aprile 1961 con la bolla Cum regnum Dei di papa Giovanni XXIII, ricavandone il territorio dall'arcidiocesi di La Plata e dalla diocesi di Lomas de Zamora.
Il 2 marzo 1964 in virtù del decreto Concrediti Christifidelium della Sacra Congregazione Concistoriale il suo territorio fu ampliato con le parrocchie di San Giovanni Battista e di Santa Lucia, nel partido di Florencio Varela, fino ad allora appartenute all'arcidiocesi di La Plata.
Originariamente suffraganea dell'arcidiocesi di La Plata, il 5 maggio 1967 in forza della bolla Qui divino consilio di papa Paolo VI entrò a far parte della provincia ecclesiastica dell'arcidiocesi di Buenos Aires.
Il 9 giugno 1976 cedette una porzione del suo territorio a vantaggio dell'erezione della diocesi di Quilmes.
Il 24 aprile 2001 in virtù del decreto Ad melius consulendum della Congregazione per i vescovi la diocesi ha ampliato il proprio territorio acquisendo dalla diocesi di Lomas de Zamora il partido di Lanús e lo stesso giorno per effetto del decreto Celeris magnique della stessa Congregazione per i vescovi ha assunto il nome attuale.
Il 9 marzo 2002 la Congregazione per il culto divino e la disciplina dei sacramenti ha confermato Maria Santissima Assunta patrona principale della diocesi e santa Teresa d'Avila patrona secondaria.

## Cronotassi dei vescovi
Si omettono i periodi di sede vacante non superiori ai 2 anni o non storicamente accertati.
- Emilio Antonio di Pasquo † (14 giugno 1961 - 9 aprile 1962 deceduto)
- Jerónimo José Podestá † (25 settembre 1962 - 2 dicembre 1967 dimesso[5])
- Antonio Quarracino † (3 agosto 1968 - 18 dicembre 1985 nominato arcivescovo di La Plata)
- Rubén Héctor di Monte † (24 marzo 1986 - 7 marzo 2000 nominato arcivescovo di Mercedes-Luján)
- Rubén Oscar Frassia (25 novembre 2000 - 7 agosto 2020 dimesso)
- Marcelo Julián Margni, dal 7 agosto 2021

## Statistiche
La diocesi nel 2022 su una popolazione di 877 275 persone contava 701 961 battezzati, corrispondenti all'80,0% del totale.
| anno | popolazione | popolazione | popolazione | presbiteri | presbiteri | presbiteri | presbiteri                | diaconi | religiosi | religiosi | parrocchie |
| anno | battezzati  | totale      | %           | numero     | secolari   | regolari   | battezzati per presbitero | diaconi | uomini    | donne     | parrocchie |
| ---- | ----------- | ----------- | ----------- | ---------- | ---------- | ---------- | ------------------------- | ------- | --------- | --------- | ---------- |
| 1965 | 900 000     | 1 200 000   | 75,0        | 84         | 62         | 22         | 10 714                    |         | 61        | 212       | 38         |
| 1970 | ?           | 1 250 000   | ?           | 110        | 60         | 50         | ?                         |         | 50        | 250       | 39         |
| 1974 | 1 061 900   | 1 170 000   | 90,8        | 90         | 50         | 40         | 11 798                    | 1       | 47        | 240       | 48         |
| 1980 | 368 000     | 410 000     | 89,8        | 50         | 30         | 20         | 7 360                     |         | 21        | 95        | 20         |
| 1990 | 362 000     | 375 000     | 96,5        | 37         | 20         | 17         | 9 783                     |         | 28        | 105       | 22         |
| 1999 | 280 000     | 400 000     | 70,0        | 44         | 27         | 17         | 6 363                     |         | 27        | 92        | 25         |
| 2000 | 280 000     | 400 000     | 70,0        | 45         | 28         | 17         | 6 222                     | 2       | 30        | 77        | 26         |
| 2001 | 700 000     | 900 000     | 77,8        | 71         | 42         | 29         | 9 859                     | 16      | 30        | 146       | 42         |
| 2002 | 547 000     | 782 150     | 69,9        | 83         | 56         | 27         | 6 590                     | 16      | 33        | 153       | 48         |
| 2003 | 549 710     | 785 300     | 70,0        | 89         | 61         | 28         | 6 176                     | 19      | 34        | 154       | 48         |
| 2004 | 558 950     | 798 500     | 70,0        | 76         | 48         | 28         | 7 354                     | 19      | 34        | 155       | 48         |
| 2006 | 547 000     | 782 140     | 69,9        | 93         | 67         | 26         | 5 881                     | 26      | 29        | 129       | 48         |
| 2012 | 635 588     | 794 485     | 80,0        | 78         | 58         | 20         | 8 148                     | 23      | 23        | 95        | 50         |
| 2015 | 655 000     | 818 000     | 80,1        | 76         | 58         | 18         | 8 618                     | 30      | 20        | 77        | 50         |
| 2018 | 675 980     | 844 220     | 80,1        | 76         | 59         | 17         | 8 894                     | 34      | 19        | 77        | 50         |
| 2020 | 689 500     | 861 100     | 80,1        | 83         | 65         | 18         | 8 307                     | 39      | 21        | 67        | 51         |
| 2022 | 701 961     | 877 275     | 80,0        | 78         | 62         | 16         | 8 999                     | 39      | 17        | 64        | 51         |